# 克里斯蒂娜城

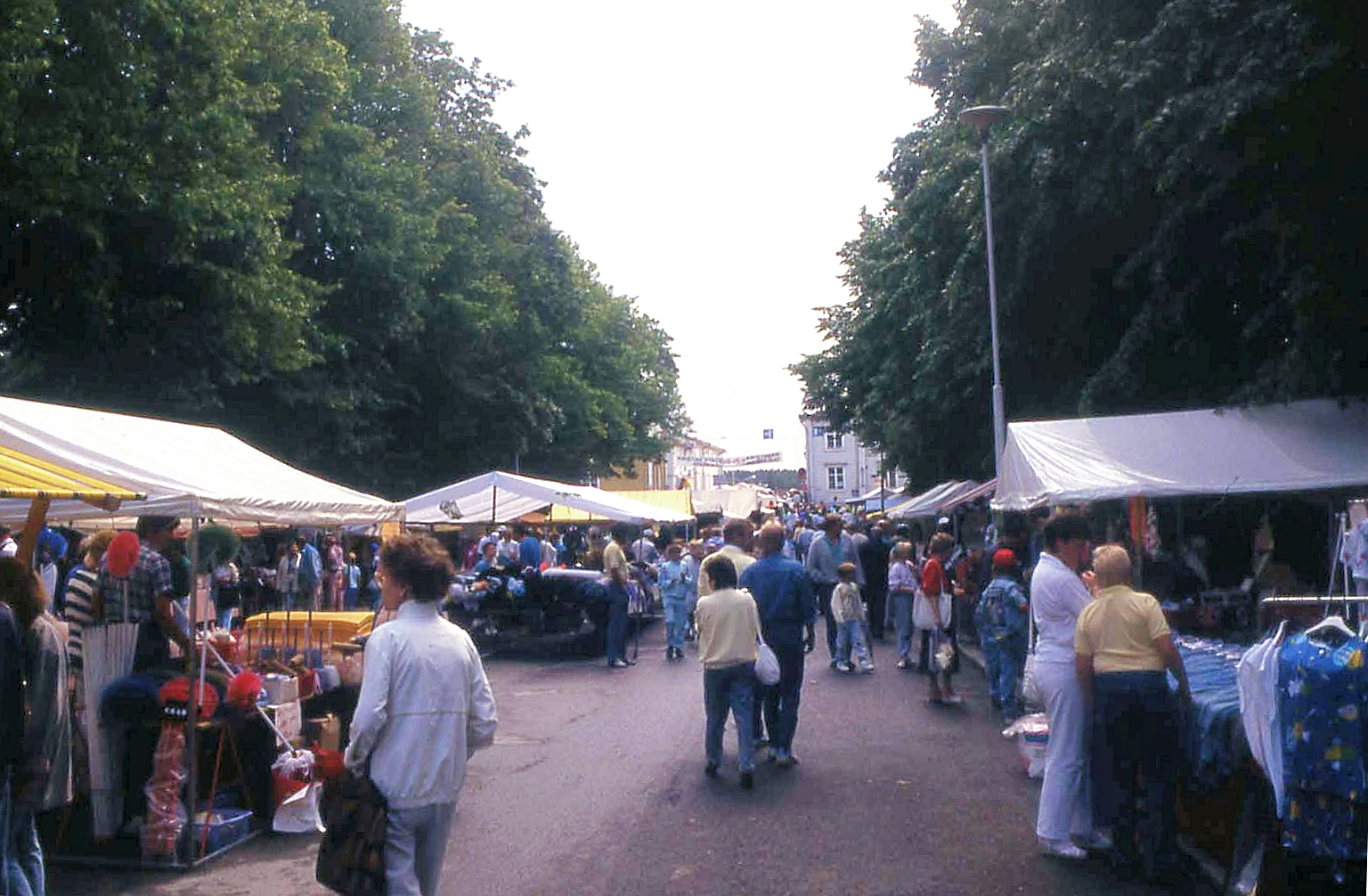

克里斯蒂娜城是芬蘭的城鎮，位於該國西部博滕海沿岸，由博滕區負責管轄，面積1,678.98平方公里，2012年人口7,086，其中約57%居民的母語是瑞典語。

## 外部連結
- Official website （瑞典文） （文） （英文） （德文）
- Kristinestad 1649–1999. One of the best preserved wooden towns in Fenno-Scandinavia （页面存档备份，存于）